# Norrbackainstitutet

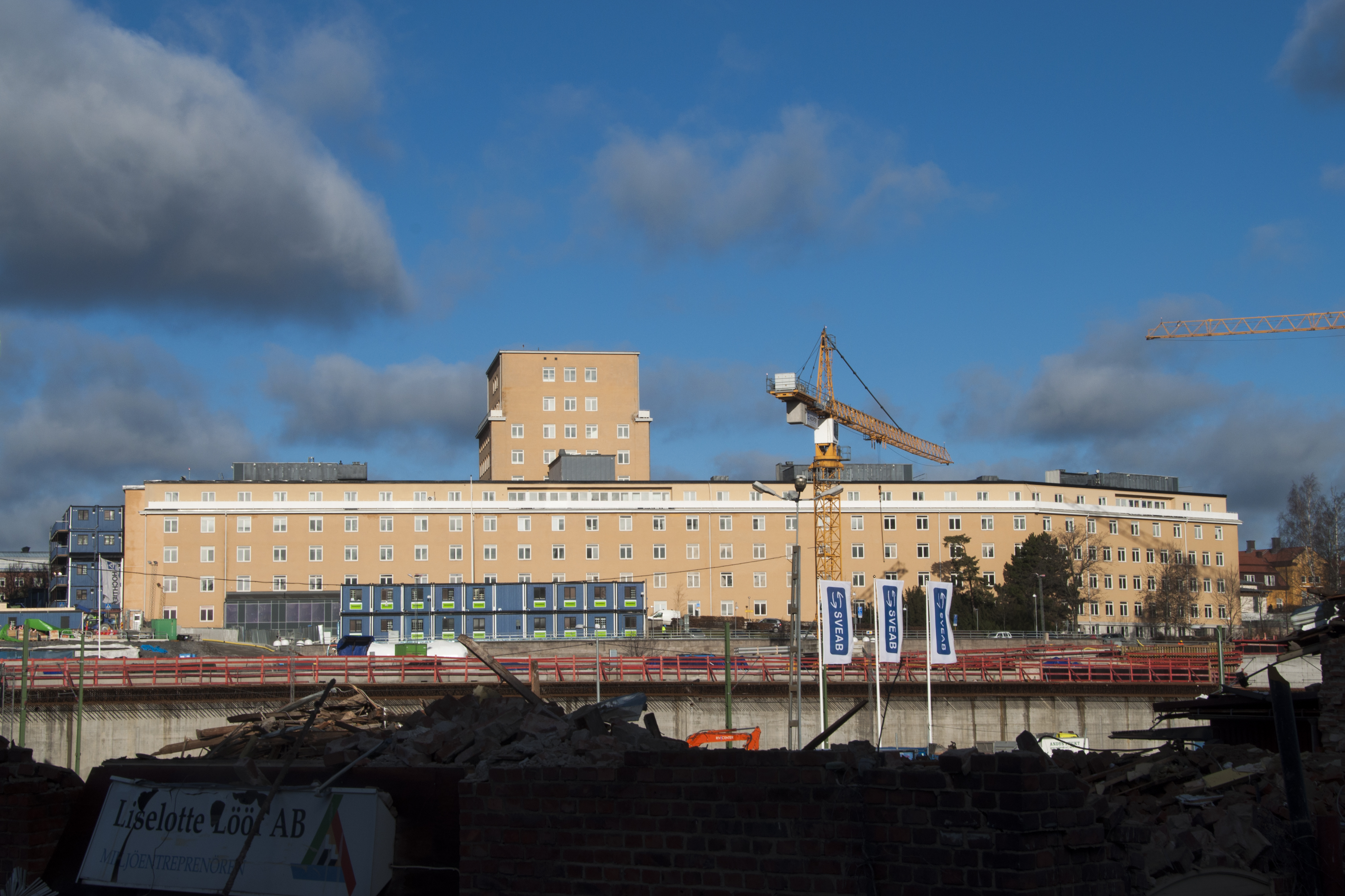
Norrbackainstitutets byggnader

Norrbackainstitutet i Solna invigdes 1935, men grundades redan 1891 av Föreningen för bistånd åt lytta och vanföra i Stockholm inom ramen för Eugeniastiftelsens verksamhet. Institutet bedrev en omfattande vård- och rehabiliteringsverksamhet samt skol- och yrkesutbildning för handikappade barn och vuxna med rörelsehinder på Grev Turegatan. Verksamheten kallades då Stockholms Vanföreanstalt. 1935 flyttades verksamheten ut till Norrbacka.
Under 1940-talet övergick den yrkesutbildning som fanns på Eugeniahemmet till Norrbackainstitutet och endast folkskoleutbildningen kvarstod på Eugeniahemmet. Den lades ned när lagen om skolplikt för alla barn infördes och kommunerna tvingades att ta ansvar för alla barns skolutbildning 1962.
År 1971 inordnades institutets vård- och rehabiliteringsverksamhet samt ortopediska verkstäder under Karolinska sjukhuset. Utbildningen övertogs samma år av Solna kommun, som fortsatte driften av institutets gymnasieskola för 90 gravt handikappade elever. Den kallades Ingemundskolan, som drevs av Solna stad fram till 1979, då all skol- och internatverksamhet på Norrbackainstitutet upphörde. 